# Branciforte

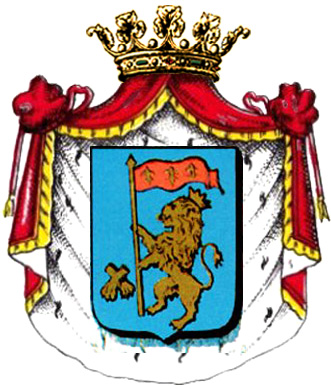
Stemma di Casa Branciforte

La Casata dei Branciforte, o Branciforti, è una famiglia nobiliare siciliana che la leggenda fa discendere da un ceppo francese e piacentino e che la tradizione leggendaria fa iniziare con Obizzo, cavaliere che militò sotto Carlo Magno.

## La leggenda
Secondo il racconto epico della famiglia Branciforte, Obizzo, il capostipite, era un uomo di grande valore e forza fisica. In una delle battaglie combattute nell'armata di Carlo Magno contro i Longobardi, il cavaliere si trovò a difendere da solo le insegne del Re e la bandiera “orofiamma” contro tre avversari. Alla fine rimase con entrambe le mani mozzate, ma continuò a tenere alta l'insegna. Da quel momento Obizzo ebbe il cognome Branciforte, divenne Alfiere generale dell'esercito del Re e ottenne come compenso la città di Piacenza, secondo il Mugnos, “che indi fu ricambiata in terre, castelli ed altro nel piacentino”.
Lo storico e genealogista Filadelfo Mugnos scrive che “In Francia un Guido Branciforte fu gran maestro dell'Ordine di Malta, derivato da Pier Guido Branciforte secondogenito del 1° Obizzo, progenitore de' duchi di Criqui”.

## In Sicilia
Il primo a insediarsi definitivamente da Piacenza sul suolo siciliano fu Guglielmo Branciforti sotto il re Federico I, ma già a quel tempo la famiglia era ritenuta importante in Sicilia. Fu infatti preceduto di alcuni anni da Aloisia Branciforte, andata in sposa nel 1275 a Orlando I Grifeo Maniace, V barone di Partanna e strategoto di Messina. Guglielmo morì in Catania nel 1347 durante un duello; lasciò i possedimenti piacentini ai fratelli Bosso e Gaspare, mentre le terre in Sicilia andarono ai nipoti Raffaello e Ottaviano, figli di un terzo fratello, Stefano, incaricato di riscuotere i dazi e controllare il traffico delle merci nel porto di Licata, nonché maestro razionale del Regno.
Giovanni, figlio di Raffaele, uomo d'armi, sotto Federico III il Semplice "ridusse alla regia ubbidienza", la città di Piazza e così la ebbe in dono dallo stesso sovrano, ottenendo anche il titolo di barone. Dal re Martino I ebbe anche la fortezza ed il feudo di Grassuliato, oltre i feudi di Condrò e Gatto.
Nel XVII secolo Nicolò Placido Branciforti (1593-1661), I principe di Leonforte, città da lui fondata previa licentia populandi, sposò la nobildonna Caterina Branciforti e Barresi (1600-1634), figlia di Fabrizio, III principe di Butera, da cui ebbe sette figli: Giuseppe, Agata, Maria, Francesco, Caterina, Placida e Margherita. Queste ultime vennero destinate alla vita religiosa ed entrarono nel monastero delle Stimmate di San Francesco di Palermo con i nomi di suor Placida Caterina, suor Agata Rosalia, suor Caterina Giuseppa. Il principe sposò poi in seconde nozze donna Francesca D'Urso con la quale ebbe Caterina Anna nel 1637 a Leonforte, che fu poi sposa di don Antonio Raccuja nobiluomo di Partinico, generando un ramo collaterale della famiglia.

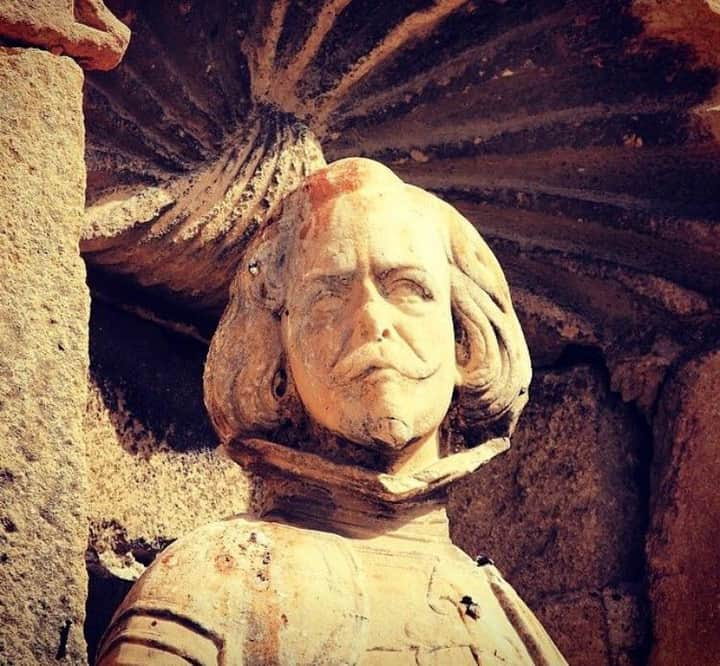
Nicolò Placido Branciforti - Leonforte presso Scuderia principesca

A partire da Fabrizio Branciforti, III principe di Butera, molti degli appartenenti alla famiglia hanno ricoperto cariche di rilievo del Regno di Sicilia. Tra questi troviamo Giuseppe Branciforti, nel 1671 vicario generale del Regno per l'annona frumentaria, supremo prefetto della cavalleria di Sicilia, decorato del Toson d'oro e della Ordine supremo della Santissima Annunziata, la massima onorificenza di casa Savoia.
Nel 1805 Stefania Branciforte e Branciforte, XII principessa di Butera (1788-1843), figlia di Niccolò Placido Branciforte (1761-1806) e Caterina Branciforte (1768-1789), erede unica del patrimonio e dei titoli dei Branciforte sposò Giuseppe Lanza, VIII principe di Trabia (1780-1855), illustre archeologo e Direttore delle Belle Arti in Sicilia, portando in dote tutti i titoli e i feudi dei Branciforte. I loro discendenti presero il cognome Lanza Branciforte.

## Arma

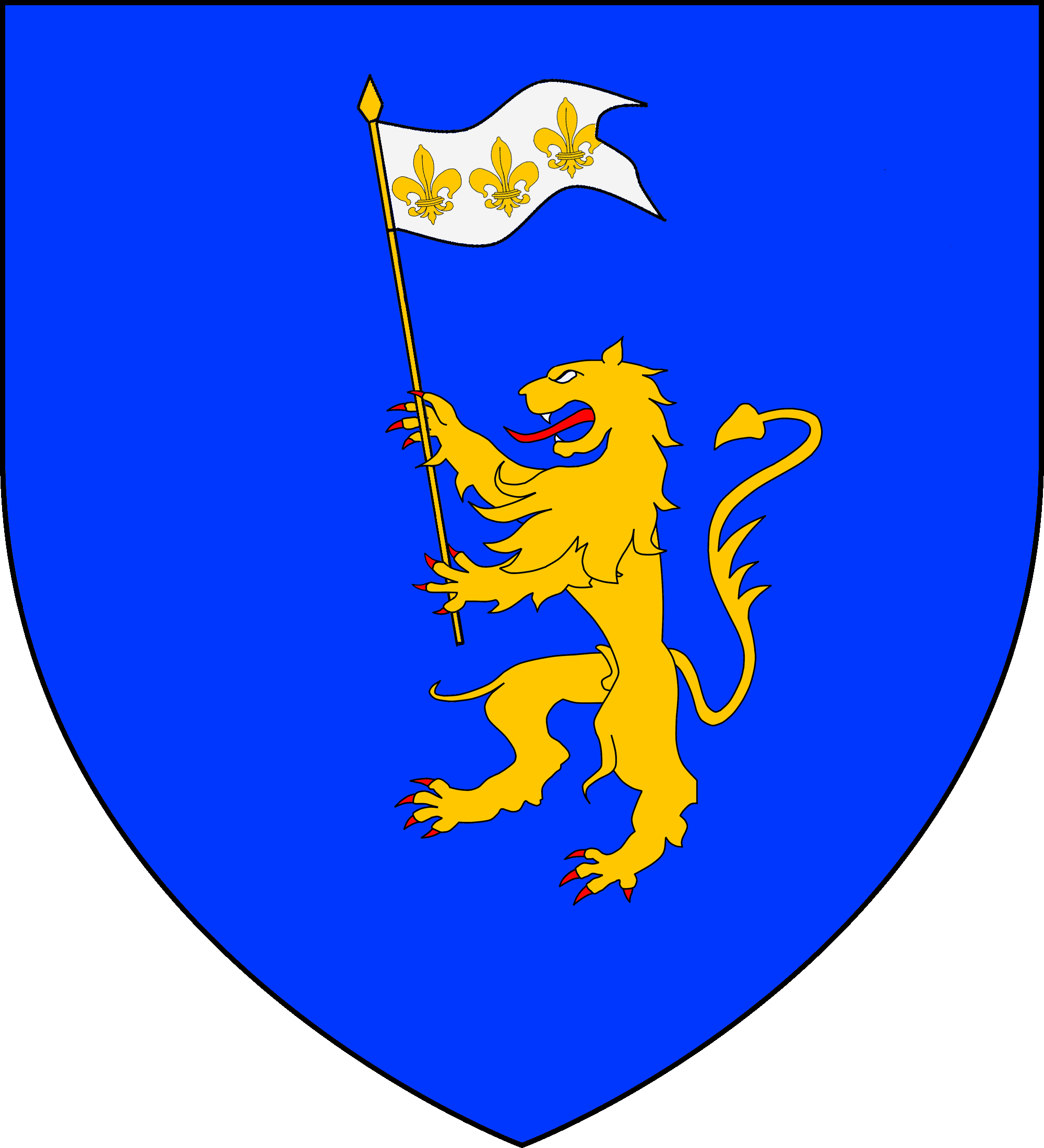
Blasone dei Branciforte

Blasonatura: campo d'azzurro, al leone coronato d'oro, che sostiene con le zampe anteriori una bandiera di rosso, caricata di tre gigli d'oro, svolazzante a sinistra, e a due branche recise dello stesso, passate in croce di S. Andrea poste nel lato destro della punta.
Motto: Dominus fortitudo.